# Miniopterus fraterculus
Miniopterus fraterculus é uma espécie de morcego da família Miniopteridae. Pode ser encontrada no Quênia, Tanzânia, Maláui, Moçambique, Zâmbia, Zimbábue, Suazilândia e África do Sul.